# Feels Like Home
Feels Like Home är Norah Jones andra album, utgivet i april 2004 på Blue Note Records. Det producerades av Jones och Arif Mardin.
Albumet sålde sämre än föregångaren Come Away with Me, men blev ändå etta både på Billboard 200 och UK Albums Chart. Det har av RIAA certifierats för 4x platina i USA.

## Låtlista
1. Sunrise (Lee Alexander/Norah Jones) – 3:21
2. What Am I to You? (Norah Jones) – 3:30
3. Those Sweet Words (Lee Alexander/Richard Julian) – 3:23
4. Carnival Town (Lee Alexander/Norah Jones) – 3:12
5. In the Morning (Adam Levy) – 4:07
6. Be Here to Love Me (Townes Van Zandt) – 3:29
7. Creepin' In (Lee Alexander) – 3:04
8. Toes (Lee Alexander/Norah Jones) – 3:47
9. Humble Me (Kevin Breit) – 4:36
10. Above Ground (Andrew Borger/Daru Oda) – 3:44
11. The Long Way Home (Kathleen Brennan/Tom Waits) – 3:13
12. The Prettiest Thing (Lee Alexander/Norah Jones/Richard Julian) – 3:52
13. Don't Miss You at All (Duke Ellington/Norah Jones) – 3:08

## Medverkande
- Norah Jones – sång (spår 1–13), piano (spår 1, 3, 4, 6, 8, 12, 13), elpiano (spår 2, 5, 10), orgel (spår 9)
- Dolly Parton – sång (spår 7)
- Kevin Breit – akustisk gitarr (spår 1, 3–12), banjo (spår 1), kör (spår 6), elgitarr (spår 10), slagverk (spår 10)
- Adam Levy – kör (spår 1, 6, 7), akustisk gitarr (spår 5), elgitarr (spår 6, 8, 10, 11)
- Tony Scherr – elgitarr (spår 2)
- Jesse Harris – akustisk gitarr (spår 3)
- Daru Oda – kör (spår 1, 2, 5–8, 10–12), flöjt (spår 11)
- Lee Alexander – bas (spår 1–3, 5–9, 11), elbas (spår 5), Lap steel guitar (spår 12)
- Garth Hudson – Hammondorgel (spår 2)
- Rob Burger – orgel (spår 3, 7)
- Jane Scarpantoni – cello (spår 4)
- David Gold – viola (spår 4)
- Garth Hudson – accordion (spår 6)
- Andrew Borger –trummor (spår 1, 5, 6, 8, 10), slagverk (spår 3, 7, 11)
- Levon Helm – trummor (spår 2)
- Brian Blade – trummor (spår 12)

## Listplaceringar
| Lista (2004–07) | Topplacering |
| --------------- | ------------ |
| Sverige         | 1            |
| Norge           | 1            |
| Danmark         | 1            |
| Finland         | 2            |